# Tiago Real
Tiago Real do Prado, mais conhecido como Tiago Real (Curitiba, 26 de janeiro de 1989) é um futebolista brasileiro que atua como meio-campista. Atualmente, joga pela Hajer FC.

## Carreira
Iniciou sua carreira no Coritiba, aos 11 anos, sendo da mesma geração de base que Keirrison, Marlos, Willian Farias e Lucas Mendes. Na equipe principal, onde chegou em 2010, foi Campeão Paranaense e Campeão Brasileiro da Série B em 2010.

### Joinville
Em 2011, foi emprestado ao Joinville, onde foi um dos destaques da equipe, ajudando o clube a conquistar o Campeonato Brasileiro da Série C, e alcançar o acesso à Série B do Campeonato Brasileiro.

### Palmeiras
Após sua boa campanha no ano anterior, em 2012, 50% de seu passe é vendido ao Palmeiras por 1 milhão de reais.
Tiago jogou bem na reta final de 2012, mas não conseguiu evitar o rebaixamento alviverde para a Série B. Depois que o rebaixamento foi confirmado, no final de novembro, Tiago Real sofreu uma lesão no ombro e precisou passar por uma pequena cirurgia, voltando a jogar já em janeiro.

### Náutico
Em 2013, foi emprestado ao Náutico.

### Goiás
Em 2014, foi emprestado ao Goiás, onde foi vice-campeão goiano. Fez 37 jogos pelo clube.

### Bahia
Em 2015, foi emprestado ao Bahia, onde foi campeão baiano e vice-campeão da Copa do Nordeste. Fez 60 partidas no ano e marcou 6 gols.

### Vitória
Em 2016, foi emprestado ao Vitória, onde foi campeão baiano.

### Coritiba
Em 2017, retorna ao Coritiba, seu clube formador e detentor de 50% de seu passe, após seu contrato de 4 anos com o Palmeiras terminar.

### Ponte Preta
Em janeiro de 2018, foi contratado pela Ponte Preta.
Após um ano e oito meses, em setembro de 2019, deixa a Ponte Preta, onde disputou 57 partidas e não fez nenhum gol. O meio-campo aceitou o desafio de defender o Al-Muharraq, do Bahrein, até junho de 2020.

### Vila Nova
Em setembro de 2021, foi contratado pelo Vila Nova.

### Chapecoense
Em julho de 2022, deixa a Chapecoense para jogar no Hajer Club. Pela Chape, atuou em 17 jogos (6 no Campeonato Catarinense, 1 na Copa do Brasil e 10 na Série B do Campeonato Brasileiro), marcou 3 gols e deu 3 assistências.

### Hajer Club
Em sua primeira temporada pelo clube, foi o único jogador de linha presente em todos os 20 jogos na segunda divisão do Campeonato da Arábia Saudita e, além das partidas oficiais, ele também jogou em todos os amistosos do time alvinegro.

## Títulos
Coritiba
- Campeonato Paranaense: 2010, 2017
- Campeonato Brasileiro Serie B: 2010[14]

Joinville
- Campeonato Brasileiro - Série C: 2011

Bahia
- Campeonato Baiano: 2015

Vitória
- Campeonato Baiano: 2016

Ponte Preta
- Campeonato Paulista do Interior: 2018